# Nemesio Jiménez
Nemesio Jiménez Garrido (nascido em 10 de fevereiro de 1946) é um ex-ciclista espanhol. Ficou em décimo segundo lugar na prova dos 100 km contrarrelógio nos Jogos Olímpicos da Cidade do México 1968.